# Ayuba Suleiman Diallo

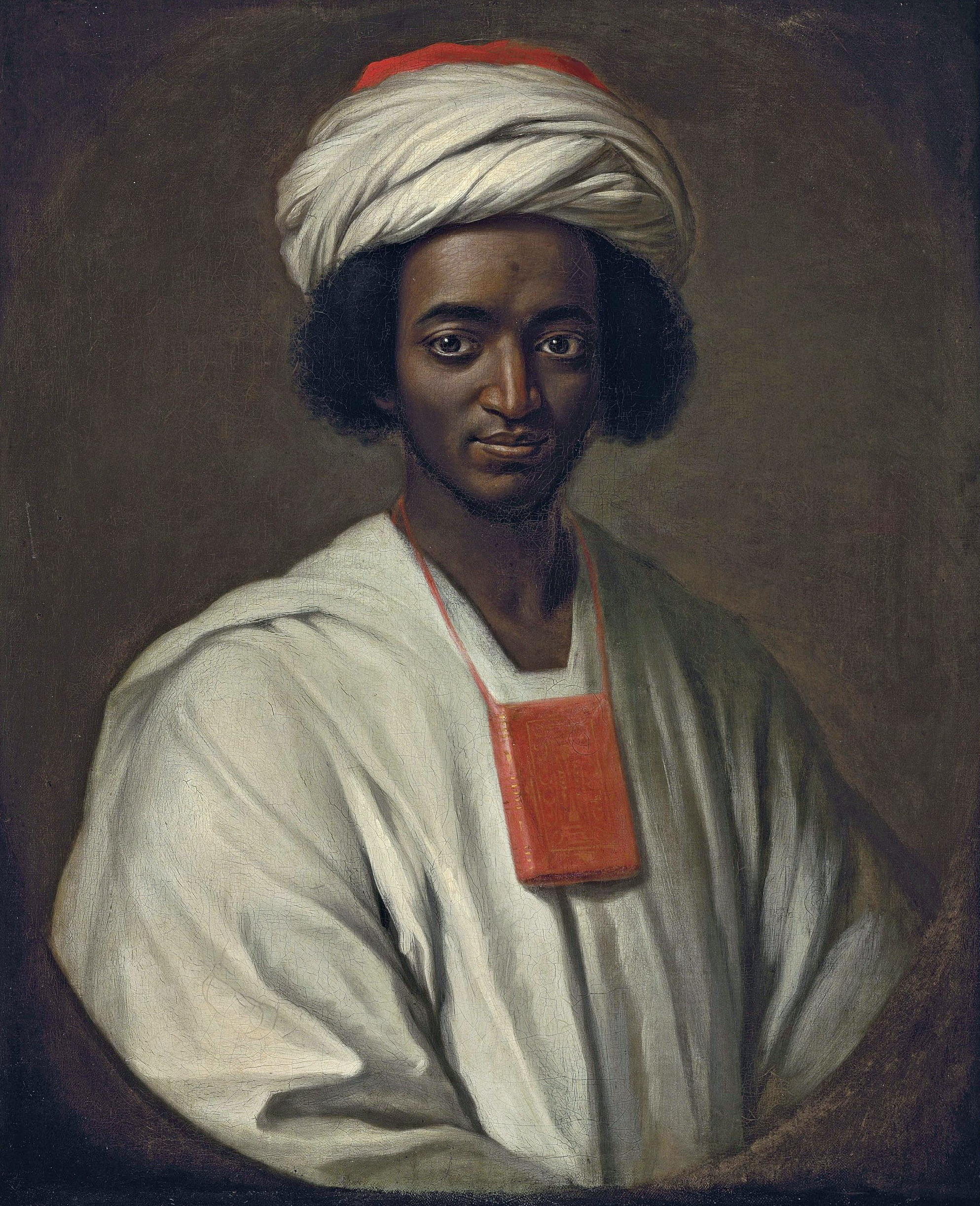
Porträt von Ayuba Suleiman Diallo des englischen Malers William Hoare (1733)

Ayuba Suleiman Diallo (arabisch أيوب سليمان جالو; geb. etwa 1701 in Bondu/Westafrika; gest. 1773), auch bekannt als Job Ben Solomon, war ein fulanischer Prinz, der von Menschenhändlern gefangen genommen und als Sklave nach Maryland verkauft wurde. Durch eine Reihe glücklicher Umstände konnte er nach einem längeren Aufenthalt in England 1734 in seine Heimat zurückkehren. Seine Lebenserinnerungen wurden durch den britischen Juristen Thomas Bluett, der Diallo in Maryland kennengelernt hatte, in einem der frühesten Berichte über das Schicksal von Sklaven in der Neuzeit öffentlich gemacht.

## Herkunft und frühes Leben
Ayuba Suleiman Ibrahima Diallo kam etwa 1701 in der Region Futa Toro in Bondu zur Welt, einem durch sunnitische Geistliche regierten Reich im Osten des heutigen Senegal. Seine Familie waren bekannte religiöse Führer des Fulbe-Volkes. Diallos Großvater hatte Bondu gegründet, sein Vater Suleiman Diallo war ein religiöser und politischer Führer. Als Kind war Diallo mit Sambo, dem Prinzen von Futa, bekannt, und die beiden studierten den Koran und Arabisch. Diallo wurde Gelehrter für die malikitische Rechtsschule. Diallo heiratete zwei ehemalige Sklavinnen und hatte mit ihnen bis Ende der 1720er Jahre mehrere Kinder.

## Gefangennahme und Versklavung

Wappen der Royal African Company

Ayuba Suleiman Diallo reiste 1730 an die Küste, um Vorräte wie Papier zu kaufen und zwei Sklaven seines Vaters an einen Zwischenhändler zu verkaufen, der für die britische Royal African Company arbeitete. Auf der Reise wurden Diallo und der ihn begleitende Übersetzer Lamine Ndiaye (auch Loumein Yoas genannt) gefangen genommen.
Die Menschenhändler rasierten Diallo und Loumein die Köpfe, um sie als Kriegsgefangene erscheinen zu lassen, die angeblich „rechtmäßig versklavt“ worden waren. Die beiden Männer wurden an Zwischenhändler der Royal African Company (RAC) verkauft.
Ayuba konnte den Kapitän des Sklaventransportschiffes Pike davon überzeugen, dass sie sich schon einmal begegnet waren, als Ayuba selbst Sklaven verkaufte, und dass sein Vater in der Lage und bereit wäre, ein Lösegeld zu zahlen. Pike gab Ayuba die Erlaubnis, seine Familie zu benachrichtigen. Vor der Rückkehr des Boten wurden die beiden Gefangenen aber auf Geheiß von Pikes Vorgesetztem, Kapitän Henry Hunt, ohne weitere Verzögerung über den Atlantik nach Annapolis in Maryland verschifft. Dort wurde Diallo an einen anderen Händler, Vachell Denton, übergeben, Diallo wurde in Job Ben Solomon umbenannt, was der hebräischen Fassung seines ursprünglichen Namens entsprach.

## In Amerika
Ayuba wurde von einem Mr. Tolsey aus Kent Island (Maryland) gekauft und wurde zunächst zur Arbeit auf den Tabakfeldern eingesetzt. Nachdem er sich jedoch hierfür als ungeeignet erwiesen hatte, wurde er zum Hüter des Viehs ernannt. Während seiner Gefangenschaft verrichtete Ayuba seine Gebete oft im Wald. Nachdem er jedoch beim Beten von einem Kind gedemütigt wurde, lief Ayuba 1731 von der Farm fort, er wurde in Kent County (Maryland) aufgegriffen und in Haft genommen. Erst nachdem ein afrikanischer Übersetzer gefunden worden war, konnte Ayuba den Grund für seine Flucht mitteilen, worauf sein Besitzer einen Bereich für ungestörte Gebete einrichtete.
Im Gerichtsgebäude war der Anwalt und anglikanische Priester Thomas Bluett von der United Society, der auf der Durchreise war, auf ihn aufmerksam geworden. Er war beeindruckt von Ayubas Fähigkeit, auf Arabisch zu schreiben. In der Erzählung schreibt Bluett Folgendes:
Als wir mit ihm sprachen und ihm Zeichen gaben, schrieb er ein oder zwei Zeilen vor uns, und als er sie las, sprach er die Worte Allah und Mohammed aus; daran und daran, dass er ein Glas Wein, das wir ihm anboten, ablehnte, erkannten wir, dass er ein Mohammedaner war. Wir hatten aber keine Ahnung, aus welchem Land er stammte oder wie er hierher gekommen war; aber an seiner freundlichen Haltung und der Gelassenheit seiner Miene konnten wir erkennen, dass er kein gewöhnlicher Sklave war.
Als ein anderer Afrikaner, der Wolof, eine Sprache einer benachbarten afrikanischen Volksgruppe, sprach, für ihn übersetzte, stellte es sich heraus, dass Ayuba aristokratisches Blut hatte. Daraufhin erlaubte Tolsey ihm, einen Brief auf Arabisch nach Afrika zu schreiben und an seinen Vater zu schicken. Schließlich erreichte der Brief das Büro von James Oglethorpe, dem Direktor der Royal African Company. Nachdem der Brief von John Gagnier, dem Laudian Professor of Arabic an der University of Oxford begutachtet worden war, kaufte Oglethorpe Ayuba für 45 £.

## In England

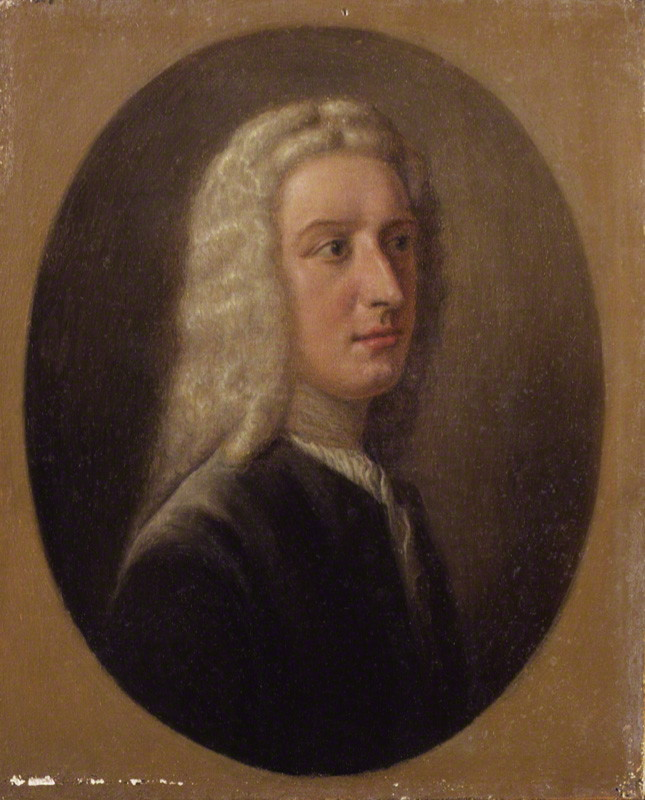
James Oglethorpe (1696–1785)

Nach eigenen Angaben war Oglethorpe vom Schicksal Ayubas tief bewegt. Er schickte ihn in das Büro der Royal African Company in London. Bluett und Ayuba reisten im Jahr 1733 nach England. Während der Reise lernte Ayuba, sich auf Englisch zu verständigen. Oglethorpe hatte es unterlassen, dem Londoner Büro der RAC genaue Anweisungen zu geben, was mit Ayuba nach seiner Ankunft Ende April 1733 zu geschehen habe.
Kapitän Henry Hunt, einer der Verantwortlichen für Ayubas Versklavung, vielleicht auch sein Bruder William Hunt, sorgte für die Unterbringung in einer ländlichen Provinz. Ayuba hörte jedoch, dass Hunt vorhatte, ihn an Händler zu verkaufen, die ihn angeblich nach Hause bringen wollte. Ayuba befürchtete einen weiteren Betrug und wandte sich an Bluett und andere Männer, die er auf dem Weg nach London getroffen hatte. Bluett nahm Ayuba zu sich nach Hause in Cheshunt, Hertfordshire, mit und versprach, ihn nicht zu verkaufen, ohne ihm Bescheid zu geben. Auf Anweisung von Oglethorpe, die zum Teil durch hartnäckige Bitten interessierter Männer in London zustande kam, zahlte das RAC anschließend alle Kosten und auch den Kaufpreis für Ayuba. Dieser erklärte gegenüber Bluett, dass nichts von alledem sicherstelle, dass er nicht erneut versklavt werde. Bluett zufolge gaben alle Beteiligten eine Erklärung ab, Ayuba nicht in die Sklaverei zu verkaufen. Zusätzlich zahlten Bluett und andere Sympathisanten "neunundfünfzig Pfund, sechs Shilling und elf Pence Halfpenny", nur um Ayubas Angst zu lindern. In London und den umliegenden Provinzen sammelten Personen, die Ayuba kennengelernt hatten, Geld, damit seine "freedom in form " in einem offiziellen Dokument der RAC besiegelt werden konnte.
Bluett erklärte, dass "Hiob's Mind" daraufhin sehr erleichtert war. Er habe in der Londoner Elite viele neue Freundschaften geschlossen. Seine neu erworbene Fähigkeit, Arabisch ins Englische zu übersetzen, führte zu einer fruchtbaren Zusammenarbeit mit Hans Sloane, für den er unter anderem die Sammlung arabischer Handschriften im British Museum reorganisierte. Während seines Aufenthalts in England verkehrte Ayuba mit vielen anderen prominenten Persönlichkeiten, darunter Mitglieder der Königsfamilie und der Duke und die Duches of Montagu. Er wurde schließlich in die Spalding Gentlemen's Society aufgenommen.
Auch in England betete Ayuba weiterhin regelmäßig und hielt sich an seine islamischen Überzeugungen. Er soll den Koran dreimal von Hand aus dem Gedächtnis abgeschrieben haben. Seine Bekannten bemühten sich, ihn zum Christentum zu bekehren, und schenkten ihm eine arabische Ausgabe des Neuen Testaments. Ayuba war bereits mit dem christlichen Glaubenssystem vertraut und stimmte mit der Rolle von Jesus als Prophet überein, lehnte aber das Konzept der heiligen Dreifaltigkeit ab, da er sie für unvereinbar mit seiner monotheistischer Auffassung von Religion hielt. Er stellte auch fest, dass der Begriff "Trinität" im Neuen Testament nicht erwähnt wird. Er riet auch davon ab, Gott menschliche Bilder zuzuordnen, und zeigte aus diesem Grund eine besondere Verachtung für die Römisch-katholische Kirche und ihr von ihm als Götzendienst beurteiltes Zeremoniell.
Im Juli 1734 reiste Ayuba aus freien Stücken an Bord eines Schiffes der Afrikanischen Kompanie nach Gambia und kehrte von dort aus später in sein Heimatland zurück. Ayubas Vater war zwischenzeitlich gestorben und eine seiner Frauen hatte in der Annahme, Ayuba sei umgekommen, wieder geheiratet. Sein Heimatland war durch kriegerische Konflikte verwüstet, aber da er ein wohlhabender Mann war, konnte er seinen alten Lebensstil wieder aufnehmen – einschließlich der Haltung von Sklaven.

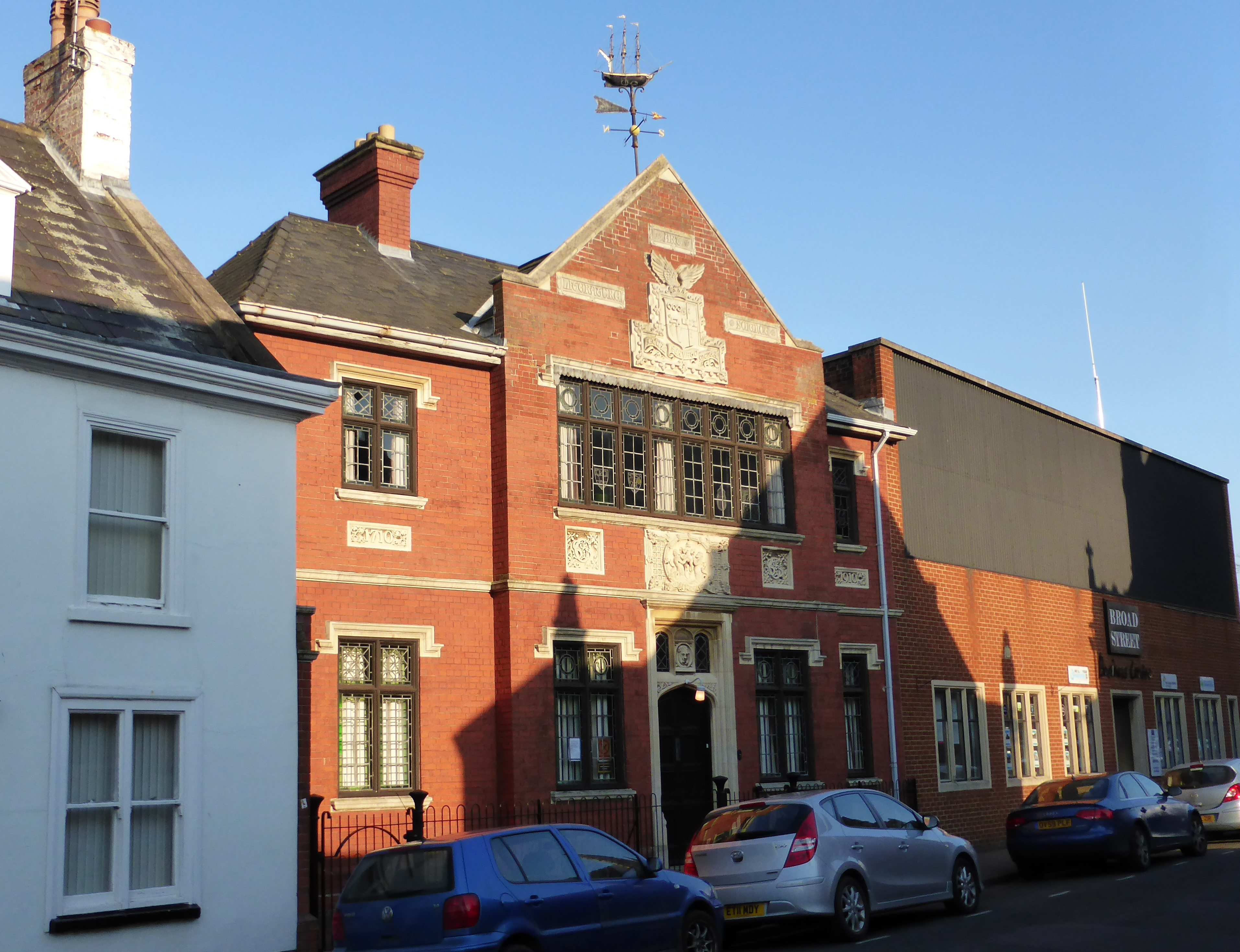
Spalding Gentlemens Society

Seine außergewöhnlichen Lebensgeschichte aus der Sicht von Bluett wurde auf Englisch und Französisch 1734 veröffentlicht. Ein Bericht aus erster Hand von Ayubas Gefangennahme und seine letztendliche Rückkehr nach Hause erschien 1738 in Travels into the Inland Parts of Africa von Francis Moore.
Ayuba hatte auch nach seiner Rückkehr nach Afrika noch mit Schwierigkeiten zu kämpfen. Im Juni 1736 wurde er von den Franzosen inhaftiert und ein Jahr lang festgehalten, bis Ayubas einheimische Landsleute seine Freilassung erwirkten. Später wandte er sich in Briefen an das Londoner RAC, um eine Besuchserlaubnis für London zu erhalten, was aber abgelehnt wurde. Er konnte aber über seine Londoner Beziehungen erreichen, dass auch Loumein aus der Sklaverei entlassen wurde und 1738 in die Region Gambia zurückkehren konnte.
Ayuba Diallos Tod wurde 1773 in den Annalen der Spalding Gentlemen's Society dokumentiert.

## Porträt von Hoare
1733 erstellte der Maler William Hoare aus Bath (Somerset) das Porträt von Diallo in westafrikanischer traditioneller Kleidung. Das Originalgemälde, das bis dahin nur von einem Druck bekannt war, wurde 2009 von der Museumsbehörde des Emirates Katar (Qatar Museums Authority – QMA) bei Christie’s erworben.
Die britische Regierung verhängte wegen der Bedeutung des Bildes für die britische Geschichte und Kultur ein vorübergehendes Ausfuhrverbot. Die National Portrait Gallery (London) rief dazu auf, 554.937 Pfund aufzubringen, um die Ausfuhr des Bildes zu verhindern. Der größte Teil dieses Geldes wurde vom Heritage Lottery Fund und dem Art Fund zur Verfügung gestellt, und die Galerie startete einen öffentlichen Aufruf, um die verbleibenden 100.000 Pfund aufzubringen. Das Geld wurde für den Kauf des Werks aufgebracht, aber die QMA entschied sich dafür, es als Leihgabe zur Verfügung zu stellen.

## Primärquellen
- Bluett, Thomas. Some Memories of the Life of Job, the Son of the Solomon High Priest of Boonda in Africa; Who was a Slave about two Years in Maryland; and afterwards being brought to England, was set free, and sent to his native Land in the Year 1734. Richard Ford, London, 1734.
- Moore, Francis. Travels into the Inland parts of Africa: containing a description of the several nations for the space of Six Hundred Miles up the River Gambia; their Trade, Habits, Customs, Language, Manners, Religion and Government; the Power, Disposition and Characters of some Negro Princes; with a particular Account of Job Ben Solomon, a Pholey, who was in England in the Year 1733, and known by the Name of the African. To which is added, Capt. Stibbs's voyage up the Gambia in the Year 1723, to make Discoveries; with an accurate map of that River taken on the Spot: And many other Copper Plates. Also extracts from the Nubian's Geography, Leo the African, and other authors antient and modern, concerning the Niger-Nile, or Gambia, and Observations thereon. Edward Cave, London, 1738.